# Iso-Viitanen
Iso-Viitanen är en sjö i kommunen Suonenjoki i landskapet Norra Savolax i Finland. Den är 7,1 meter djup. Arean är 35 hektar och strandlinjen är 5,5 kilometer lång. Sjön  ingår i Vuoksens huvudavrinningsområde.   Den ligger omkring 34 kilometer sydväst om Kuopio och omkring 300 kilometer norr om Helsingfors. 